# Tadeusz Bartoszewicz
Tadeusz Bartoszewicz, ps. „Bartek” (ur. 11 listopada 1920 w Wilnie, zm. 8 maja 2015) – polski żołnierz podziemia niepodległościowego w czasie II wojny światowej w ramach Armii Krajowej, doktor medycyny, chirurg, torakochirurg oraz nauczyciel akademicki.

## Życiorys
Syn Stanisława. Podczas II wojny światowej, od czerwca 1942 do lipca 1944, był żołnierzem Armii Krajowej jako członek 3 Brygady Wileńskiej „Szczerbca” (Inspektorat A Okręgu Wilno AK).
Po wojnie pracował jako lekarz, wieloletni pracownik II Kliniki Chirurgicznej Akademii Medycznej w Gdańsku. Od 1 czerwca 1970 do 31 grudnia 1970 roku piastował funkcję wicedyrektora ds. klinicznych Instytutu Chirurgii Akademii Medycznej w Gdańsku (obecnie Gdański Uniwersytet Medyczny). W latach 1972–1989 był dyrektorem Szpitala Kolejowego w Gdańsku, gdzie pełnił również funkcję ordynatora Oddziału Chirurgicznego.
Zmarł 8 maja 2015 roku. Pochowany 15 maja 2015 na gdańskim Cmentarzu Srebrzysko (rejon V, polana IV-1-51).

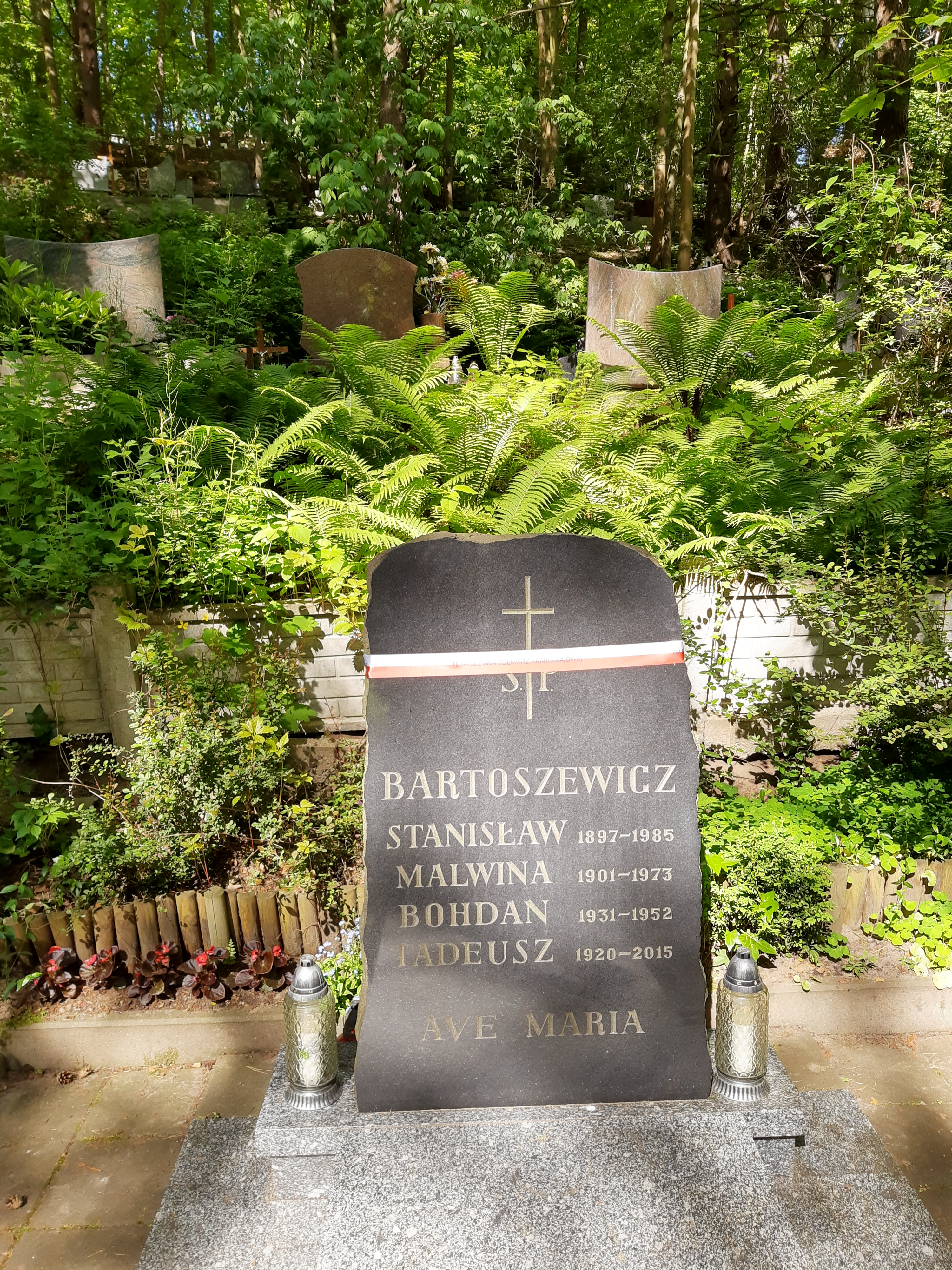
Grób Tadeusza Bartoszewicza na cmentarzu Srebrzysko

## Ordery i odznaczenia
- Krzyż Kawalerski Orderu Odrodzenia Polski[2]
- Krzyż Walecznych[1]
- Medal Wojska[1]
- Złoty Krzyż Zasługi[2]
- Krzyż Armii Krajowej[1]